# XV Kozacki Korpus Kawalerii SS

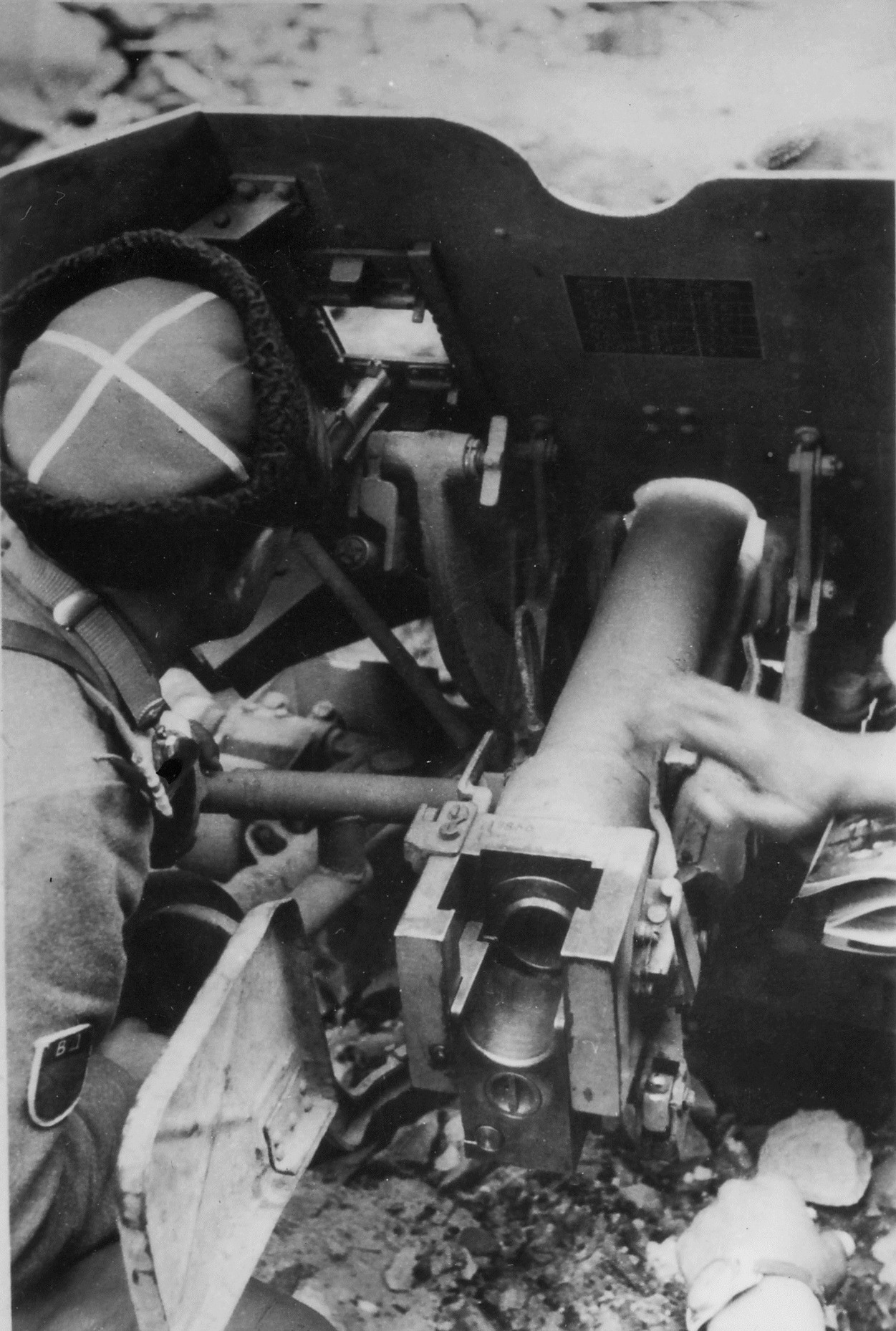
Żołnierz oddziału Kozaków Dońskich z XV Kozackiego Korpusu Kawalerii SS obsługujący działo piechoty podczas Powstania Warszawskiego

XV Kozacki Korpus Kawalerii SS (niem. XV. Kosaken-Kavallerie-Korps, ros. 15-й Казачий кавалерийский корпус СС) – związek operacyjny utworzony w ramach Waffen-SS złożony z Kozaków, walczący w czasie II wojny światowej po stronie reżimu III Rzeszy.

## Historia
Na początku sierpnia 1943 w Mchowie koło okupowanej Mławy została sformowana 1 Kozacka Dywizja Kawalerii. Jej dowódcą był Niemiec płk Helmuth von Pannwitz. We wrześniu tego roku skierowano ją na obszar Jugosławii do walki z Narodową Armią Wyzwolenia Jugosławii Josipa Broz Tity. We wrześniu 1944 na naradzie gen. H. von Pannwitza i innych dowódców kozackich pułków z Reichsführerem-SS Heinrichem Himmlerem zdecydowano o przekształceniu dywizji w korpus armijny. W celu przeprowadzenia mobilizacji Kozaków przebywających na terytorium III Rzeszy powstał w Berlinie przy Głównym Urzędzie SS specjalny urząd wojskowy pod nazwą Kosaken-Reserve na czele z b. generałem carskim Andriejem Szkuro.
25 lutego 1945 został utworzony XV Kozacki Korpus Kawalerii SS. I Brygada 1 Kozackiej Dywizji Kawalerii została rozwinięta w dywizję, na bazie II Brygady 1 Kozackiej Dywizji Kawalerii sformowano 2 Kozacką Dywizję Kawalerii, zaś na bazie 5 Dońskiego pułku kawalerii – kozacką brygadę pieszą (wkrótce przekształconą w 3 Kozacką Dywizję Pieszą). Dotychczasowe dywizjony artylerii konnej zostały rozwinięte w pułki artylerii. W skład korpusu weszły też oddziały korpuśne. Liczebność korpusu uzupełniły dwa kozackie bataliony policyjne z Krakowa, 69 kozacki batalion policji SS z Warszawy, kozacki batalion ochronny z Hanoweru i 360 Kozacki pułk grenadierów. Zostały one rozformowane, a ich żołnierze zasilili dotychczasowe jednostki. Dodatkowo pobór w Niemczech przyniósł ok. 2 tys. Kozaków wcielonych do korpusu. Do Austrii nad granicę ze Słowenią został też przerzucony 5 kozacki pułk szkoleniowo-zapasowy. Do korpusu dołączono kałmucki pułk kawalerii (ok. 5 tys. ludzi), kaukaski dywizjon kawalerii, ukraiński batalion SS i grupę czołgistów ROA. Korpus wraz z oddziałami dołączonymi liczył ok. 30-35 tys. żołnierzy, w tym ok. 3-5 tys. Niemców. Podlegał Grupie Armii F, a następnie Grupie Armii E. Wchodził w skład Waffen-SS jedynie formalnie, gdyż wiązało się to z uzyskaniem lepszego wyposażenia i uzbrojenia (żołnierze nosili mundury Wehrmachtu). Dzięki temu pułki artyleryjskie dostały haubice 105 mm, korpuśny batalion saperów – moździerze, korpuśny oddział zwiadowczy – karabiny szturmowe StG-44, zaś oddział pancerny – prawdopodobnie 12 pojazdów pancernych (samobieżne działa szturmowe i czołgi).
Korpus działał w dolinie rzeki Drawy w Chorwacji. Walczył z oddziałami Armii Czerwonej i Narodową Armią Wyzwolenia Jugosławii Josipa Broz Tity. 
Na początku marca 1945 część korpusu wraz z oddziałami niemieckimi i chorwackimi uczestniczyła w swoim ostatnim ataku na południowym brzegu Balatonu w rejonie węgierskiej miejscowości Mohacz przeciwko wojskom bułgarskim i Armii Czerwonej, powstrzymując je. 
Pod koniec marca w miejscowości Virovitica Kozacy wybrali gen. von Pannwitza swoim atamanem i zdecydowali o podporządkowaniu się gen. Andriejowi Własowowi. W rezultacie pod koniec kwietnia korpus został formalnie podporządkowany Siłom Zbrojnym Komitetu Wyzwolenia Narodów Rosji, chociaż faktycznie nigdy nie wszedł w ich skład. XV Kozacki Korpus Kawalerii liczył około 50 000 żołnierzy.
W ostatnich tygodniach wojny oddziały korpusu zajmowały pozycje na południowym brzegu Drawy. Dowództwo przewidywało, jaki będzie los żołnierzy w niewoli Armii Czerwonej, dlatego postanowiło przedostać się do Karyntii w Austrii. 9 maja korpus nawiązał kontakt z przednimi oddziałami brytyjskiej 11 Dywizji Pancernej, zaś 12 maja skapitulował w rejonie Klagenfurt am Wörthersee. Kozacy wierzyli, że Brytyjczycy nie wydadzą ich Armii Czerwonej. 
Jeszcze 24 maja Brytyjczycy informowali Kozaków, że nikt nie zostanie repatriowany do ZSRR. Jednakże już 28 maja ponad 2 tys. kozackich oficerów zostało zaproszonych do obozu w miejscowości Spittal, gdzie ich rozbrojono i przekazano Armii Czerwonej. Przez władze Związku Radzieckiego zostali oni uznani za kontrrewolucyjne bandy białych, znajdujące się na niemieckim żołdzie.Według historyków nie było w historii przypadku gdzie dwa mocarstwa (Wielka Brytania i USA) bezwarunkowo i wbrew wcześniej zawartym porozumieniom spełniono życzenia mocarstwa trzeciego (Zwiazek Radziecki), przekazując setki tysięcy jeńców będących jego obywatelami. 
W ciągu czerwca uczyniono to samo z pozostałymi Kozakami, w tym kobietami i dziećmi. Generał von Pannwitz mógł tego uniknąć, ale odmówił, gdyż postanowił do końca dzielić los ze swoimi podkomendnymi. Wydanie Kozaków odbyło się w ramach operacji „Keelhaul”, której warunki zostały uzgodnione na konferencji przywódców tzw. Wielkiej Trójki w lutym 1945 w Jałcie.

## Dowództwo korpusu
- dowódca: gen. por. Helmuth von Pannwitz (luty 1945 - maj 1945)[4]
- szef sztabu: płk Günther von Steinsdorff[5]

## Struktura organizacyjna
Skład 2 lutego 1945:
- 1 Kozacka Dywizja Kawalerii
- 2 Kozacka Dywizja Kawalerii
- Brygada Płastuńska (późniejsza 3 Kozacka Dywizja Piechoty) - płk Iwan Kononow
  - 7 pułk płastuński
  - 8 pułk płastuński oraz sekcja zwiadowcza i oddziały wsparcia i zaopatrzenia